# Eumenodora
Eumenodora é um gênero de traça pertencente à família Cosmopterigidae.